# Kevin Amankwaah
Kevin Amankwaah est un footballeur anglais né le 19 mai 1982 à Harrow. Il évolue au poste de défenseur.

## Biographie
Sa mère Rose Amankwaah est une athlète de haut niveau ayant représenté le Ghana au niveau international.